# Fremde Erde (Oper)
Fremde Erde ist eine Oper in vier Akten von Karol Rathaus (Musik) mit einem Libretto von Kamilla Pálffy-Waniek. Sie wurde am 10. Dezember 1930 an der Staatsoper Unter den Linden in Berlin uraufgeführt.

## Handlung

### Erster Akt
Zwischendeck eines Auswandererschiffes
Eine Gruppe armer litauischer Auswanderer, darunter Semjin, seine Verlobte Anschutka und ihr Vater Guranoff, befindet sich auf dem Weg nach Südamerika, wo sie sich ein besseres Leben erhoffen. Der Agent Rosenberg versucht, sie für die Arbeit in den Salpeterminen seiner Auftraggeberin Lean Branchista anzuwerben. Semjin lehnt zunächst ab, da es dort für Anschutka und ihren Vater keine Stellung gibt und er sich somit von seiner Verlobten trennen müsste. Als er vom Oberdeck ein von der Minenbesitzerin selbst vorgetragenes verführerisches Tangolied vernimmt, antwortet er darauf mit einem Lied über die Armut. Neugierig geworden, begibt sich Lean ins Zwischendeck. Sie ist fasziniert von dem selbstsicheren Mann. Um ihn für sich zu gewinnen, akzeptiert sie seine Bedingung, auch die anderen Auswanderer einzustellen.

### Zweiter Akt
Hacienda der Lean Branchista
Leans Dienerinnen Rosette, Maoni und Inqua bewundern die neuen Pariser Kleider ihrer Herrin. Anders als sie werden die Minenarbeiter vom Verwalter Esteban gnadenlos ausgebeutet. Sie erhalten kaum genug Nahrung und müssen trotz einer anderslautenden Anweisung Leans auf Urlaub verzichten. Anschutka, die schwer an harten Bedingungen trägt, leidet unter Heimweh. Lean ruft den Verwalter zum Gespräch in die Hacienda, um die Zustände zu verbessern. Esteban, der Lean seit langem liebt, erinnert sie daran, dass sie ihren Reichtum hauptsächlich ihm verdanke. Er ist eifersüchtig auf den rebellischen Semjin und fordert ihre Liebe. Lean weist ihn zurück. Semjin und weitere Arbeiter treffen ein, um auf die unerträglichen Arbeitsbedingungen hinzuweisen, durch die bereits viele Männer umgekommen seien. Als Esteban unnachgiebig auf die bestehenden Verträge hinweist, entlässt ihn Lean und ordnet einige Verbesserungen an. Dennoch beschließen Anschutka und ihr Vater, nach Litauen zurückzukehren. Semjin hingegen sieht seine neue Heimat in Südamerika an der Seite Leans. Er hat kein Interesse mehr an Anschutka.

### Dritter Akt
Salpeterwerk
Semjin leitet jetzt als Aufseher eine von Leans Goldminen. Die Arbeitsbedingungen sind noch immer nicht akzeptabel. Um Lean das Leid der Männer vor Augen zu führen, bringt er sie in eines der Werke, in dem gerade eine Beerdigung verstorbener Arbeiter stattfindet. Er leidet unter dem Zwiespalt zwischen seiner Liebe zu Lean und seinem Wunsch, die Verhältnisse zu bessern. Als er sie anfleht, die Arbeiter freizugeben, lehnt sie dies rigoros ab. Sie stachelt die anderen Litauer mit Geld an, ihn zu töten und ruft sie erst im letzten Moment zurück. Dann verbannt sie Semjin aus dem Werk und ihrem Leben und stellt seinen Gegenspieler Esteban wieder ein. Semjin will nun in seine alte Heimat reisen.

### Vierter Akt
Der Hafen von New York
Auf seiner Rückreise hat Semjin mit größter Not New York erreicht. Er hofft darauf, in Litauen wieder mit Anschutka zusammenzutreffen. Doch auch sie und ihr Vater sind nicht weiter als bis in die Docks von New York gekommen. Sie haben ihr Geld und ihre Ausweise verloren und sind vollkommen erschöpft. Als sie mit Semjin zusammentreffen, wähnt Anschutka sich am Ziel ihrer Reise. Sie stirbt in seinen Armen. Der Agent Rosenberg, der Semjin erkennt, will ihn erneut anwerben. Semjin fleht ihn an, ihn dorthin zu schicken, wo er „am schnellsten krepiere!“

## Gestaltung

### Orchester
Die Orchesterbesetzung der Oper umfasst die folgenden Instrumente:
- Holzbläser: zwei Flöten, drei Oboen, drei Klarinetten, drei Fagotte
- Blechbläser: vier Hörner, drei Trompeten, drei Posaunen, Tuba
- Pauken, Schlagzeug
- Harfe
- Celesta, Klavier
- Band
- Orgel
- Streicher
- Bühnenmusik: Violine, Trompete, Posaune, Band, Altsaxophon, Banjo, Schlagzeug, Klavier

### Musik
Einigen Quellen zufolge soll die Oper ursprünglich fünf Akte besessen haben. Es sind jedoch nur vier Akte bekannt. Bereits die Rezension der Uraufführung in der Zeitschrift Die Musik erwähnt lediglich vier Akte.
Rathaus’ Musiksprache ist eine Fortentwicklung der Oper des 19. Jahrhunderts. Fremde Erde enthält der Tradition folgend Arien, Duette, rezitativische Abschnitte und Finalsätze. Von der Zwölftontechnik seines älteren Zeitgenossen Arnold Schönberg machte er keinen Gebrauch. Er ließ sich durch unterschiedlichste Musikstile inspirieren. In Verfremdung erklingen beispielsweise ukrainische, polnische, belarussische und litauische Melodien. Leans Lied im ersten Akt fällt durch Jazz- und Charleston-Anspielungen auf. Die Musik ihrer Dienerinnen am Anfang des zweiten Akts erinnert an den Rumba. Rathaus selbst beschrieb sein Hauptanliegen folgendermaßen:

„Die dramatische Beleuchtung der Idee unternahm ich mit allen Mitteln, die mir notwendig erschienen. Musikalisch gesehen sind es: der singende, oft auch sprechende Mensch. Chor auch Sprechchor. Symphonisches Orchester und ein Jazz-Orchester (für Bühnenzwecke). Orgel. Naturgemäß beherrscht die Musik alles andere. Sie führt, zeichnet, vergrößert, vergröbert und verzärtelt. Sie vertieft, macht aus Worten Symbole, aus Begriffen Erlebnisse. Aber auch die Musik steht im Dienste der Gesamtidee.“

Manche musikalischen Strukturen dienen der Suggestion bestimmter Themen. Eine groß angelegte Streichersequenz stellt beispielsweise das Sehnsuchtsland Amerika dar, wiederholte rhythmische Motive rufen die Weite des Ozeans und das eintönige Leben der Auswanderer unter Deck hervor. Um den Hörer aus der Gedankenwelt herauszureißen, setzte Rathaus mehrfach eine Trommel ein. Im letzten Akt erklingen eine Orgel und das Signalhorn eines großen Ozeandampfers. Rathaus erklärte, dass die Musik für ihn im Interesse des Ganzen eine untergeordnete Rolle spielte. Die von ihm eingesetzten geschlossenen Formen wie Menuett, Rondo, Passacaglia und einer Orgeltoccata betrachtete er als „eine Art privater Kommunikation“. Sie seien zwar für die Ausführenden erkennbar, aber für den Hörer nebensächlich. Wesentlich sei, dass sie das Drama auf leicht verständliche Weise mitteilen.

## Werkgeschichte
Das Auswandererdrama Fremde Erde ist die einzige Oper und das Hauptwerk des in Ostgalizien geborenen jüdischen Komponisten Karol Rathaus, der in Wien und Berlin bei Franz Schreker Komposition studiert hatte. Den Auftrag zu der Oper erhielt er vom damaligen Berliner Generalmusikdirektor Erich Kleiber. Die Suche nach einem geeigneten Libretto erwies sich als problematisch. Rathaus wünschte sich einen modernistischen Text mit einer sozialen Botschaft, den er zu einer klassischen Oper verarbeiten wollte. Die meisten Librettisten dieser Zeit waren noch den Prinzipien des 19. Jahrhunderts zugeneigt. Rathaus lehnte mehrere vorgeschlagene Texte ab, darunter zwei des von der Universal Edition bevorzugten Autors Karl Michael von Levetzow. Verhandlungen mit Bartóks Librettisten Béla Balázs scheiterten. Da das Problem auch andere Komponisten betraf, startete die Universal Edition 1928 einen Libretto-Wettbewerb, den die ehemalige Sängerin Kamilla Pálffy-Waniek (1885–1941) mit ihrem Text Film am Sonnenhügel gewann. Ihr Libretto Fremde Erde hatte die Universal Edition bereits 1927 an Rathaus geschickt, ohne allerdings darauf hinzuweisen, dass es sich um eine weibliche Autorin handelte. Dies offenbarte man ihm erst nach seiner Zustimmung. Es spielte für Rathaus jedoch keine Rolle.
Die Uraufführung am 10. Dezember 1930 an der Staatsoper Unter den Linden in Berlin stand unter der musikalischen Leitung von Erich Kleiber. Regie führte Franz Ludwig Hörth. Das Bühnenbild stammte von Emil Pirchan. Die Hauptrollen sangen Rose Pauly (Lean Branchista), Fritz Soot (Esteban), Herbert Janssen (Semjin), Emil Lücke (Arankan), Margery Booth (Anschutka) und Karl Laufkoetter (Rosenberg). Das Werk wurde vom Publikum freundlich aufgenommen. Die Presse jedoch kritisierte es heftig. Das dürfte neben dem trostlosen und unerwartet aktuellen Sujet auch der jüdischen Abstammung des Komponisten geschuldet gewesen sein. Auch die Musik seines Lehrers Schreker wurde als „entartet“ verfemt. Als weitere Gründe wurden das sprachlich veraltete Libretto und die nicht zu Sujet passende die Art der Vertonung bemängelt. Es folgten Aufführungen in Mannheim und Dortmund, bevor das Werk in Vergessenheit geriet.
Aufgrund des zunehmenden Antisemitismus entschloss sich Rathaus 1932 selbst zur Emigration. Er zog erst nach Paris, zwei Jahre später nach London und 1938 in die USA.
Eine erste Wiederentdeckung der Oper gab es am 30. November 1991 in Bielefeld. Viel Beachtung fand 2021 eine Inszenierung von Jakob Peters-Messer am Theater Osnabrück unter der musikalischen Leitung von Andreas Hotz. Jan Friedrich Eggers sang den Semjin, Susann Vent-Wunderlich die Ausbeuterin Lean Branchista, Olga Privalova die Anschutka und James Edgar Knight den Aufseher Esteban. Die Produktion wurde in der Kritikerumfrage der Zeitschrift Opernwelt als „Wiederentdeckung des Jahres“ ausgezeichnet und für den Deutschen Theaterpreis Der Faust 2022 nominiert. Der Rezensent der FAZ wies auf die Parallelen zur auch heute aktuellen Armutsmigration und auf die ungewöhnliche Geschlechterkonstellation des von einer Frau verfassten Librettos hin, in der eine Frau als erbarmungslose Kapitalistin ihre Arbeiter ausbeutet.